# Irmgard Schüler
Irmgard Schüler (geboren 12. Juli 1907 in Bochum; gestorben nach 1962) war eine deutsch-israelische Kunsthistorikerin.

## Leben
Irmgard Schüler war eine Tochter des Bochumer Privatbankiers Oskar Schüler (1879–1929) und der Martha Liebhold. Ihr Großvater Hermann Schüler (1840–1926) stammte aus Balve und gründete im Gründerzeitboom 1872 in Bochum eine Bank, die nach dem Tode Oskar Schülers von dessen älterem Bruder Paul Schüler (1876–1942) allein geführt wurde. Die Bank ging 1932 im Zuge der Weltwirtschaftskrise in Konkurs. Paul Schüler besaß eine bedeutende Gemäldesammlung von Gegenwartskünstlern, also auch Kunst, die im Nationalsozialismus als Entartete Kunst galt. Die Sammlung war Teil der Konkursmasse und wurde großteils bis 1939 veräußert, ein kleiner Teil blieb im Besitz der Familie, er wurde unter dem Druck der deutschen Judenverfolgung stückweise verkauft, um das Überleben zu sichern, die restlichen Bilder wurden von der deutschen Polizei geraubt und sind seither verschwunden. Paul Schüler und seine Frau wurden 1942 Opfer des Holocaust, ihre zwei Kinder konnten in die USA emigrieren. Sie wurden 1955 in einem Wiedergutmachungsverfahren gemäß der damaligen deutschen Verwaltungspraxis entschädigt.
Irmgard Schüler besuchte in Bochum das städtische Oberlyzeum der Oberrealschule und studierte ab 1927 Kunstgeschichte, Archäologie und Geschichte in Heidelberg, München, Berlin und Bonn und wurde 1932 in Bonn bei Paul Clemen mit einer Dissertation über den Meister der Liebesgärten promoviert. Sie fand eine Beschäftigung am Suermondt-Museum in Aachen, wurde aber nach der Machtergreifung der Nationalsozialisten 1933 wegen jüdischer Herkunft entlassen. Von 1934 bis 1938 arbeitete sie als Assistentin am Jüdischen Museum Berlin. Für die Jüdische Gemeinde Berlin fungierte sie daneben als Bibliothekarin.
Mit Franz Landsberger, der 1935 die Leitung von Erna Stein-Blumenthal übernommen hatte, und der freien Kuratorin Rahel Wischnitzer-Bernstein realisierte sie unter den widrigen Bedingungen des grassierenden Antisemitismus Ausstellungen und bearbeitete die Bestände. Nach der Reichspogromnacht 1938 wurde das Museum zwangsweise geschlossen.
Schüler gelang mit ihrer Mutter die Emigration nach Palästina. Sie  war ab 1942 in der jüdischen Verwaltung im Mandatsgebiet beschäftigt und wurde mit Gründung des Staates Israel Verwaltungsbeamtin. Nach ihrer Pensionierung 1962 widmete sie sich wieder der Kunstgeschichte.

## Schriften
- Der Meister der Liebesgärten. Ein Beitrag zur frühholländischen Malerei. Amsterdam : Munster, 1932
- Der jüdische Lederschneider Meis Jafe. In: Jüdische Rundschau. 1934, Nr. 78/79
- Das jüdische Museum. Zwanzig Jahre jüdische Kunstschau. In: Israelitisches Familienblatt, 25. Februar 1937, S. 16a
- A note on Jewish gold glasses. In: Journal of glass studies. The Corning Museum of Glass. 8.1966, S. 48–61, ISSN 0075-4250
- Ein unbekannter Stich des Meisters der Liebesgärten. In: Wallraf-Richartz-Jahrbuch, 30.1968, S. 345–348, ISSN 0083-7105
- Jewish gold glasses, early fragments of Jewish art. In: Jewish Art Journal, 1977, 1, S. 28–32, ISSN 0160-208X